# Paweł Zmarlak
Paweł Zmarlak (ur. 7 września 1982) – polski koszykarz występujący na pozycjach niskiego lub silnego skrzydłowego, obecnie zawodnik AZS AGH Kraków.

## Osiągnięcia
Stan na 7 kwietnia 2021, na podstawie, o ile nie zaznaczono inaczej.
Drużynowe
- Mistrz grupy C II ligi (2007)
- Wicemistrz:
  - I ligi (2017)
  - sezonu regularnego I ligi (2011, 2013)

Indywidualne
(* – nagrody przyznane przez portal eurobasket.com)
- Uczestnik meczu gwiazd I ligi (2011)[2]
- Zaliczony do:
  - I składu grupy C II ligi (2021)[3]
  - składu honorable mention I ligi polskiej (2014)*